# 威洛克里克 (蒙大拿州)
威洛克里克（英語：Willow Creek）是位於美國蒙大拿州加拉廷縣的普查規定居民點。

## 歷史
威洛克里克的郵局自1867年營運至今。

## 人口
根據2020年美國人口普查的數據，威洛克里克的面積為7.07平方千米，皆為陸地。當地共有人口230人，而人口密度為每平方千米32.53人。